# Алцај
Алцај (њем. Alzey) град је у њемачкој савезној држави Рајна-Палатинат. Једно је од 69 општинских средишта округа Алцеј-Вормс. Према процјени из 2010. у граду је живјело 17.902 становника. Посједује регионалну шифру (AGS) 7331003.

## Географија
Алцај се налази у савезној држави Рајна-Палатинат у округу Алцеј-Вормс. Град се налази на надморској висини од 194 метра. Површина општине износи 35,2 km².

## Становништво
У самом граду је, према процјени из 2010. године, живјело 17.902 становника. Просјечна густина становништва износи 508 становника/km².

## Међународна сарадња
| Мјесто    | Држава               | Врста сарадње | Од    |
| --------- | -------------------- | ------------- | ----- |
| Кошћан    | Пољска               | партнерство   | 1990. |
| Харпенден | Уједињено Краљевство | партнерство   | 1963. |
|           | Француска            | партнерство   | 1980. |
|           | Француска            | партнерство   | 1973. |
| Рехниц    | Аустрија             | партнерство   | 1981. |
| Извор     |                      |               |       |